# Cờ góc tam giác trong bóng đá Anh

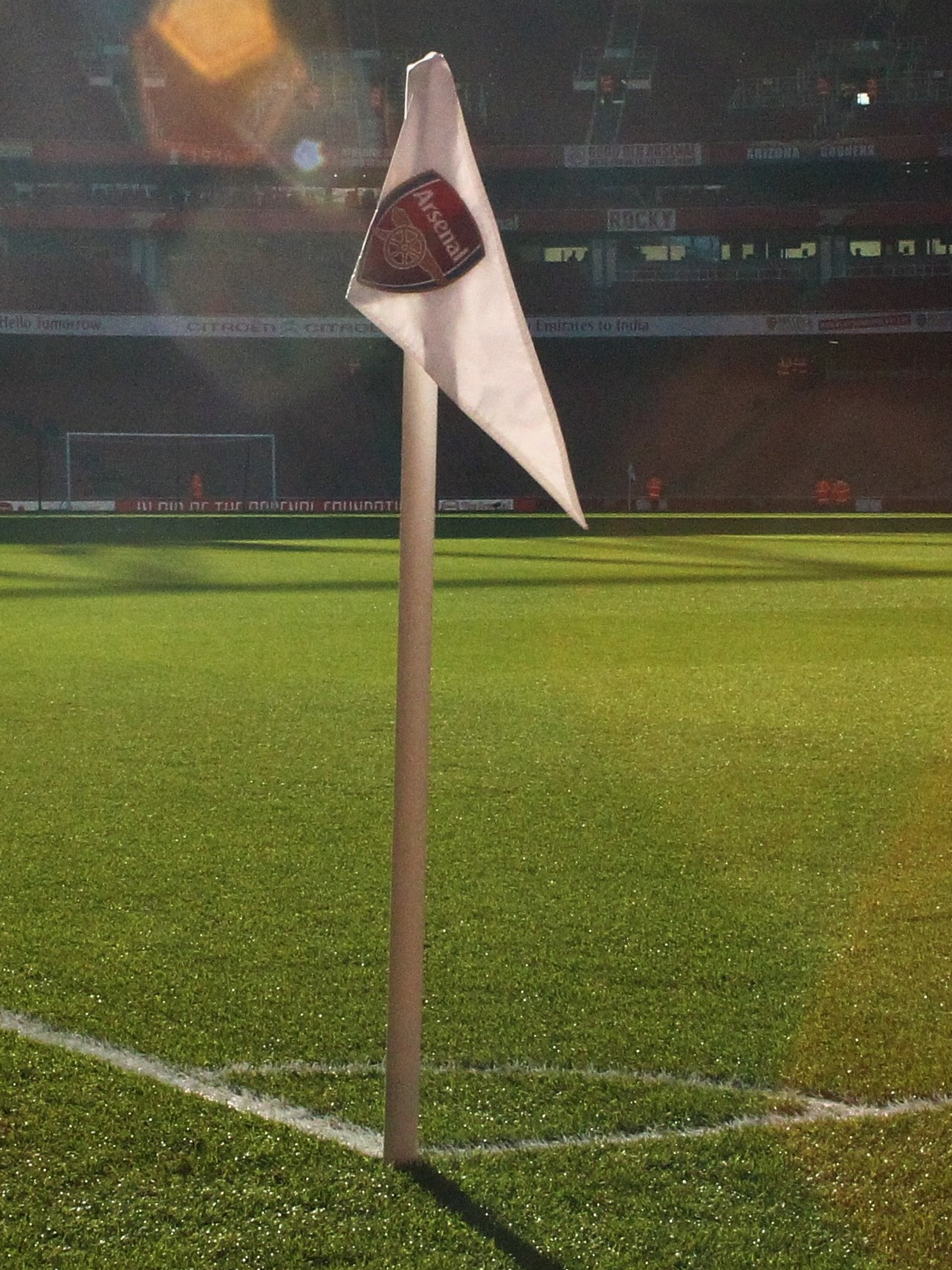
Cờ góc tam giác tại Sân vận động Emirates của Arsenal.

Việc sử dụng cờ góc tam giác trong bóng đá Anh là chuyện thường xuyên dựa trên thành tích truyền thống. Truyền thống cho rằng chỉ những câu lạc bộ vô địch FA Cup mới có quyền sử dụng cờ góc tam giác thay vì cờ hình vuông thông thường. Tuy nhiên, truyền thống này không có cơ sở trong các quy định của Hiệp hội Bóng đá (FA) và các câu lạc bộ được tự do quyết định hình dạng lá cờ mà họ sử dụng.

## Lịch sử
Chưa ai hiểu rõ về nguồn gốc của truyền thống này, tuy vậy có thể giải thích rằng Cardiff City sau khi giành chiến thắng trong trận Chung kết FA Cup 1927 đã sử dụng cờ góc tam giác để kỷ niệm chiến thắng cũng như nhắc nhở đối thủ trong trận derby South Wales của họ là đội Swansea City về chuyện này. Kể từ đó, nó đã trở thành một truyền thống được chấp nhận rằng chỉ những người vô địch FA Cup mới được quyền sử dụng cờ góc tam giác. Giả thuyết này từng được phổ biến rộng rãi trong bộ phim Twin Town năm 1997. Trong khi một số câu lạc bộ giành cúp FA bao gồm Arsenal và Aston Villa sử dụng cờ góc tam giác, một số chẳng hạn như Liverpool thì không. Một số câu lạc bộ chưa bao giờ vô địch FA Cup sử dụng cờ góc tam giác, chẳng hạn như AFC Wimbledon mặc dù họ coi mình là người kế thừa truyền thống này của Wimbledon.
Truyền thống này không có cơ sở pháp lý trong các quy định của FA. Thật vậy, hầu hết các câu lạc bộ thậm chí không đưa ra lệnh bắt đầu sử dụng cờ tam giác vì nó thường được giao cho những người trông coi sân cỏ của câu lạc bộ đưa ra quyết định. Cựu trọng tài người Anh David Elleray với tư cách là giám đốc kỹ thuật của Hội đồng Hiệp hội Bóng đá Quốc tế đã tuyên bố rằng có quyền tự do liên quan đến cách các câu lạc bộ chọn cờ phạt góc của họ. Tuy nhiên, các tờ báo đã khẳng định một cách sai lầm rằng cờ góc tam giác chỉ dành cho đội vô địch FA Cup. Tương tự như vậy, đó là một câu hỏi phổ biến trong các câu đố ở quán rượu khẳng định sai truyền thống này là đúng.